# Makayam
Le makayam est une langue papoue parlée dans la province ouest en Papouasie-Nouvelle-Guinée.

## Classification
Le makayam est une des langues tirio, une des familles de langues papoues.

## Sources
- (en) Harald Hammarström, Robert Forkel, Martin Haspelmath, Sebastian Bank, Glottolog, Makayam.